# 奥尔伯特·弗洛里安
奥尔伯特·弗洛里安（匈牙利語：Albert Flórián，1941年9月15日—2011年10月31日），匈牙利职业足球运动员、足球教练和体育官员，司职前锋，生前曾效力于匈牙利球会费伦茨瓦罗斯TC。
奥尔伯特是匈牙利国家队和费伦茨瓦罗斯TC队历史上最伟大的球星之一。他的职业生涯都是在费伦茨瓦罗斯TC度过的，联赛出场351次，打进256球，率领球队多次夺得匈牙利足球甲级联赛和匈牙利杯冠军，并在1965年国际城市博览会杯决赛1比0击败尤文图斯，获得俱乐部历史上唯一一个欧洲冠军头衔。奥尔伯特曾经代表匈牙利国家队参加1960年奥运会、1962年世界杯足球赛、1964年欧洲国家杯、1966年世界杯足球赛和1972年欧洲足球锦标赛。

## 生平
他在1960年奥运会跟随匈牙利队获得铜牌，而在1962年世界杯中打进4球，和瓦瓦、加林查、瓦连京·科兹米奇·伊万诺夫、德拉岑·耶尔科维奇和莱昂内尔·桑切斯一起成为此届世界杯的最佳射手。
由于奥尔伯特的突出表现，他在1967年力压英格兰球员、1966年金球奖得主博比·查尔顿获得欧洲金球奖的荣誉。他也因此成为迄今为止唯一一名获得欧洲金球奖的匈牙利球员。
退役后，奥尔伯特曾先后两次担任利比亚球队班加西阿赫利的主教练，但都没有获得成功。从北非回国后，他开始担任费伦茨瓦罗斯TC俱乐部的官员。2007年，为了表示对奥尔伯特的敬意，费伦茨瓦罗斯TC将球队的主场命名为奥尔伯特·弗洛里安体育场。
奥尔伯特在2011年10月28日在布达佩斯接受心脏搭桥手术。虽然有报道称这次手术获得成功，但在3天后，即10月31日，奥尔伯特还是因手术的并发症导致心脏病发作而去世，享年70岁。